# Gary Caldwell (sociologue)
Pour les articles homonymes, voir Gary Caldwell et Caldwell.
Gary Caldwell (né en 1942 à Toronto) est un sociologue, un homme politique et un professeur canadien.

## Biographie
Il fait ses études à l'Université de Toronto et l'Université Laval. Professeur à l'Université Bishop, il s'installe à Sainte-Edwidge-de-Clifton, au Québec, dans les années 1970.
Membre de l'Institut québécois de recherche sur la culture, il a enseigné à tous les niveaux éducatifs québécois. Avec Pierre Anctil, il a notamment fait des études sur l'histoire des Juifs au Canada.
Il collabore aussi aux revues L'Agora, Égards, la revue Notre-Dame du Cap et aux billets culturels de Télé-Québec.
Candidat pour le Parti conservateur du Canada dans la circonscription de Compton—Stanstead lors des élections fédérales canadiennes de 2004 et de 2006, il est battu par France Bonsant.
En 2007, il rejoint le Parti vert.

## Ouvrages publiés
- Le Québec anglophone hors de la région de Montréal dans les années soixante-dix. Évolution sociodémographique, 1980
- Juifs et réalités juives au Québec, 1984
- La Société québécoise en tendances, 1960-1990, 1991
- La Controverse Delisle-Richler, 1994
- La Culture publique commune, 2001